# Caetanópolis
Caetanópolis là một đô thị thuộc bang Minas Gerais, Brasil. Đô thị này có diện tích 156,231 km², dân số năm 2007 là 9490 người, mật độ 60,4 người/km².